# Las Trece Rosas

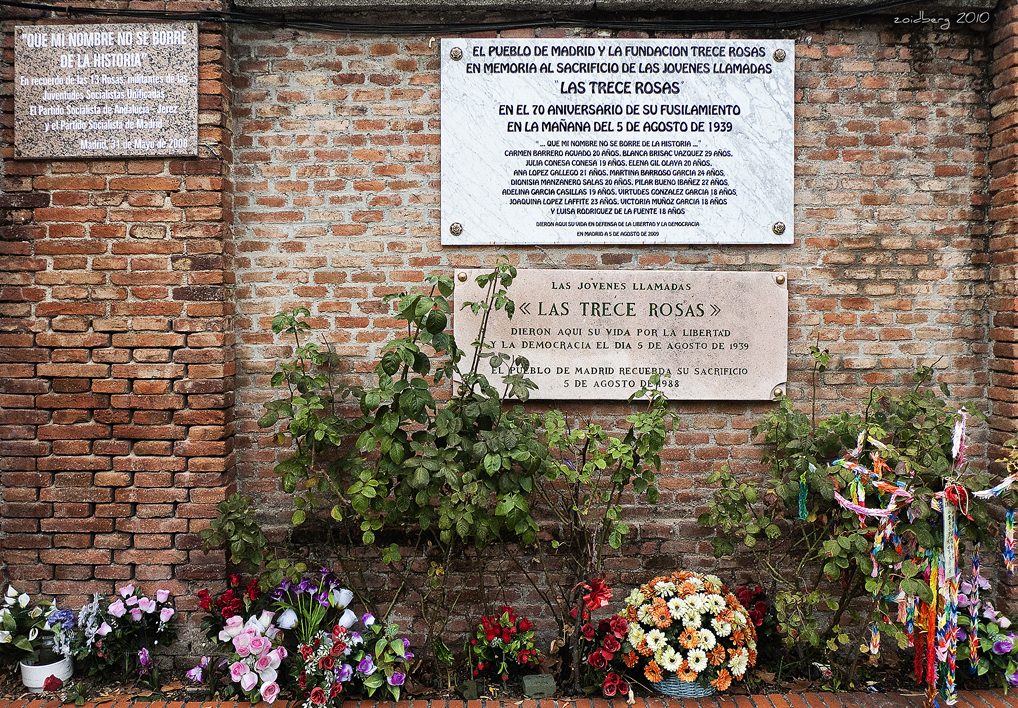
Monumento a las Trece Rosas en el cementerio de La Almudena de Madrid.

Las Trece Rosas es el nombre colectivo dado a un grupo de trece jóvenes, varias de ellas miembros de las Juventudes Socialistas Unificadas (JSU), fusiladas por la dictadura de Francisco Franco en Madrid el 5 de agosto de 1939, cuatro meses después de finalizar la guerra civil española. 
El 3 de agosto de 1939, la sentencia del fiscal del Consejo Permanente de Guerra encontró a las Trece Rosas como «responsables de un delito de adhesión a la rebelión».
Las edades de las víctimas estaban entre los dieciocho y los veintinueve años. Las Trece Rosas fueron Carmen Barrero Aguado, Martina Barroso García, Blanca Brisac Vázquez, Pilar Bueno Ibáñez, Julia Conesa Conesa, Adelina García Casillas, Elena Gil Olaya, Virtudes González García, Ana López Gallego, Joaquina López Laffite, Dionisia Manzanero Salas, Victoria Muñoz García y Luisa Rodríguez de la Fuente. En realidad, las mujeres fusiladas fueron catorce, porque a las anteriores debe sumarse Antonia Torre Yela, fusilada el 19 de febrero de 1940. Entre ese primer grupo de ejecutados también fueron fusilados cincuenta hombres, entre los que había un adolescente de catorce años.

## Historia

### Detención y consejo de guerra
Tras la ocupación de Madrid por el ejército franquista y el fin de la guerra, las Juventudes Socialistas Unificadas intentaron reorganizarse clandestinamente bajo la dirección de José Pena Brea, de veintiún años. Los dirigentes del PCE y las JSU habían abandonado España, dejando la organización en manos de militantes poco significativos, los cuales esperaban pasar más desapercibidos. José Pena, secretario general del comité provincial de las JSU, fue detenido por una delación y obligado a dar, mediante torturas, todos los nombres que sabía y firmar una declaración preparada.
Roberto Conesa, policía infiltrado en la organización, colaboró también en la caída de la organización. Conesa fue posteriormente comisario de la Brigada Político-Social franquista y ocupó un cargo importante en la policía durante los primeros años de la dictadura. La práctica totalidad de la organización clandestina cayó de este modo, sin apenas posibilidad de reorganización. La mayor parte de los detenidos aún no había tenido tiempo de integrarse en la organización clandestina o apenas acababan de hacerlo. A la captura de los militantes ayudó el que los ficheros de militantes del PCE y las JSU no habían podido ser destruidos, debido al golpe de Estado del coronel Casado, y fueron requisados por los militares franquistas al ocupar Madrid. Entre los detenidos se hallaban las Trece Rosas, que fueron detenidas y conducidas primero a instalaciones policiales, donde fueron torturadas, y después a la cárcel de mujeres de Ventas, construida para cuatrocientos cincuenta personas en la que se hacinaban unas cuatro mil.
El 27 de julio de 1939 tuvo lugar un atentado contra el coche donde viajaba el comandante Isaac Gabaldón Izurzún, acompañado de su hija Pilar de dieciséis años de edad y el conductor José Luis Díez Madrigal de veintitrés años, cuando circulaban por la carretera de Extremadura cerca de Talavera de la Reina. El comandante Gabaldón, que murió en el atentado, era un antiguo miembro de la «quinta columna» de Madrid y en aquel momento desempeñaba un cargo importante en el aparato represivo franquista, pues estaba encargado del «archivo de la masonería y el comunismo» que suministraba documentación a los fiscales militares en los consejos de guerra contra los partidarios de la República, de ahí que el régimen interpretara su muerte como «un desafío de un adversario al que creía totalmente aniquilado, y decidió castigar a los verdaderos o supuestos responsables de un modo ejemplar». Aunque todo parecía indicar que había sido obra de algún grupo de antiguos soldados de la República, o de huidos —no era la primera vez que se producía un atentado contra un vehículo en marcha en los alrededores de Madrid—, el régimen lo atribuyó a una supuesta red comunista de grandes dimensiones. Los cuerpos sin vida de la hija de dieciséis años y del conductor fueron localizados tres días después.

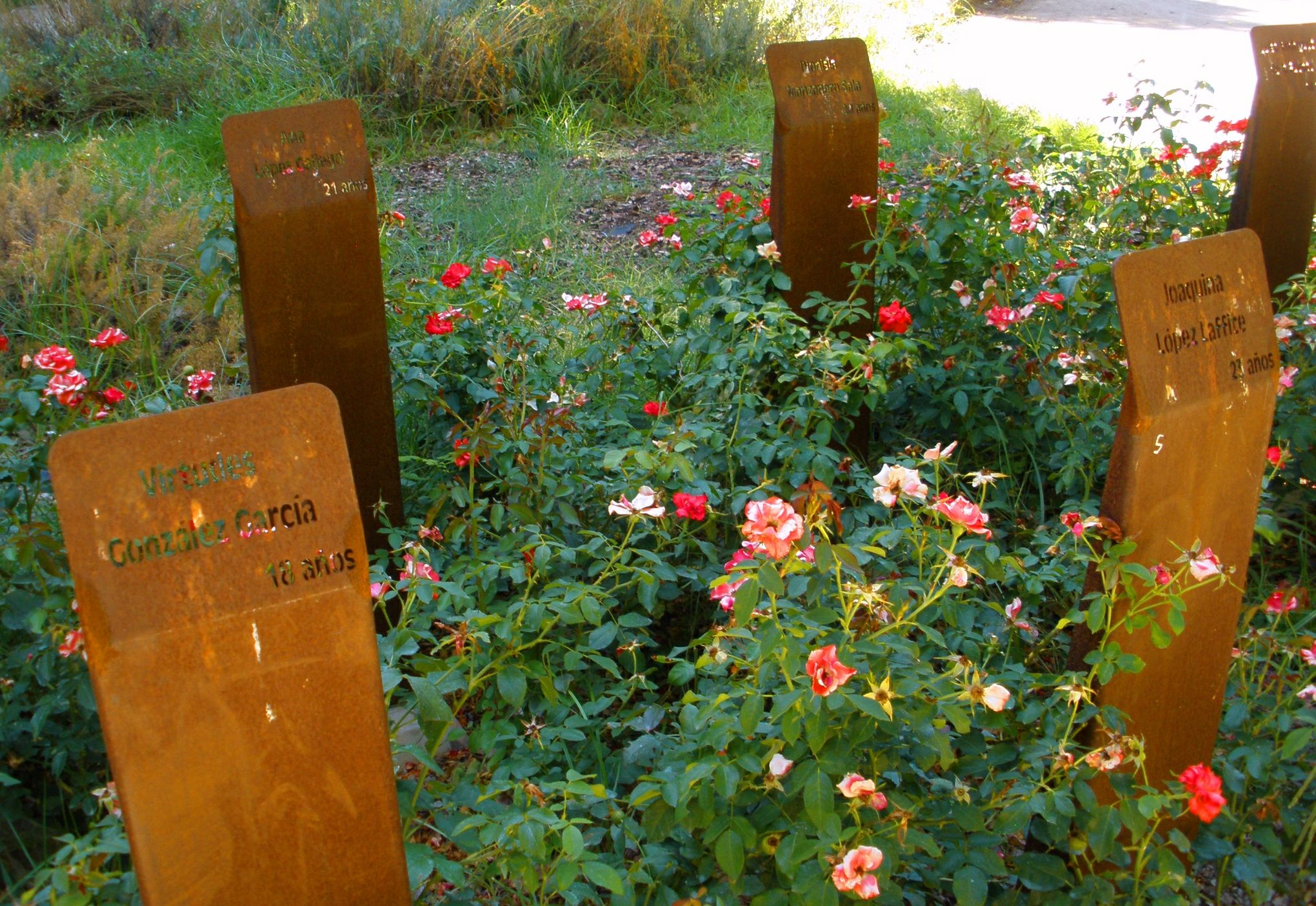
Glorieta de las 13 Rosas, en el Parque Grande José Antonio Labordeta de Zaragoza

Un primer consejo de guerra sumarísimo se celebró el 4 de agosto en Madrid, donde fueron condenados a muerte sesenta y cinco de los sesenta y siete acusados, todos ellos miembros de las JSU, siendo fusilados al día siguiente sesenta y tres. El 7 de agosto fueron fusilados un número indeterminado de hombres condenados en otro juicio, y pocos días más tarde fueron condenadas veinticuatro personas más —fueron fusiladas veintiuna, salvándose tres jóvenes «porque el régimen había empezado a temer que el caso pudiera crear un eco desfavorable para la nueva España en el extranjero»—. Entre los cincuenta y seis ejecutados en Madrid el 5 de agosto de 1939, se encontraban trece mujeres jóvenes, que serían conocidas como las Trece Rosas, así como cuarenta y tres hombres (43 claveles), entre los que se encontraba un niño de catorce años.
La represión en Madrid fue llevada a cabo bajo el mando de Eugenio Espinosa de los Monteros que, como comandante del I Cuerpo de Ejército franquista y primer gobernador militar, organizó la represión y los fusilamientos en Madrid.
Nueve de las jóvenes fusiladas eran en el momento de su muerte menores, ya que la mayoría de edad estaba establecida en 23 años en 1889, 21 años en 1943, 18 años en 1978.
Los fusilamientos saltaron más tarde a la prensa internacional cuando se conoció que entre los primeros sesenta y tres ejecutados se encontraban trece mujeres jóvenes. Una hija de madame Curie promovió una campaña de protesta en París por las Trece Rosas que tuvo un gran impacto en Francia, a pesar de lo cual el régimen franquista no detuvo su espiral represiva —se estima que la mayoría de las trescientas sesenta y cuatro personas que fueron detenidas por el atentado contra el comandante Gabaldón fueron fusiladas—.

### Las Trece Rosas
| Foto | Nombre                       | Edad    | Ocupación  | Resumen biográfico |
| ---- | ---------------------------- | ------- | ---------- | --- |
|      | Carmen Barrero Aguado        | 20 años | modista    | Trabajaba desde los doce años, tras la muerte de su padre, para ayudar a mantener a su familia, que contaba con 8 hermanos más, cuatro menores que ella. Militante del PCE, tras la guerra, fue la responsable femenina del partido en Madrid. Fue detenida el 16 de mayo de 1939. |
|      | Martina Barroso García       | 24 años | modista    | Al acabar la guerra empezó a participar en la organización de las JSU de Chamartín. Iba al abandonado frente de la Ciudad Universitaria a buscar armas y municiones (lo que estaba prohibido). Se conservan algunas de las cartas originales que escribió a su novio y a su familia desde la prisión. |
|      | Blanca Brisac Vázquez        | 29 años | pianista   | La mayor de las trece. Tenía un hijo. No tenía ninguna militancia política. Era católica y votante de derechas. Fue detenida por relacionarse con un músico perteneciente al Partido Comunista. Escribió una carta a su hijo la madrugada del 5 de agosto de 1939, que le fue entregada por su familia (todos de derechas) dieciséis años después. La carta aún se conserva. |
|      | Pilar Bueno Ibáñez           | 27 años | modista    | Al iniciarse la guerra se afilió al PCE y trabajó como voluntaria en las casas-cuna (donde se recogía a huérfanos y a hijos de milicianos que iban al frente). Fue nombrada secretaria de organización del radio Norte. Al acabar la guerra se da la reorganización del PCE en ocho sectores de Madrid. Fue detenida el 16 de mayo de 1939. |
|      | Julia Conesa Conesa          | 20 años | modista    | Nacida en Oviedo, el 25 de mayo de 1919. Vivía en Madrid con su madre y sus dos hermanas. Se afilió a las JSU por las instalaciones deportivas que presentaban a finales de 1937, donde se ocupó de la monitorización de estas. Pronto se empleó como cobradora de tranvías, ya que su familia necesitaba dinero para subsistir, y dejó el contacto con las JSU. Fue detenida en mayo de 1939, siendo denunciada por un compañero de su novio. La detuvieron cosiendo en su casa. Al alba del 5 de agosto de 1939, horas antes de ser fusilada, escribió: «Que mi nombre no se borre en la historia», en una carta de despedida dirigida a su madre, que aún conserva su familia. |
|      | Adelina García Casillas      | 19 años | activista  | Militante de las JSU. Hija de un guardia civil. Le mandaron una carta a su casa afirmando que solo querían hacerle un interrogatorio ordinario. Se presentó de manera voluntaria, pero no regresó a su casa. Ingresó en prisión el 18 de mayo de 1939. |
|      | Elena Gil Olaya              | 20 años | activista  | Ingresó en las JSU en 1937. Al acabar la guerra comenzó a trabajar en el grupo de Chamartín. |
|      | Virtudes González García     | 18 años | modista    | Amiga de María del Carmen Cuesta (15 años, perteneciente a las JSU y superviviente de la prisión de Ventas). En 1936 se afilió a las JSU, donde conoció a Vicente Ollero, que terminó siendo su novio. Fue detenida el 16 de mayo de 1939 denunciada por un compañero suyo bajo tortura. |
|      | Ana López Gallego            | 21 años | modista    | Nacida en La Carolina, Jaén. Militante de las JSU. Fue secretaria del radio de Chamartín durante la Guerra. Su novio, que también era comunista, le propuso irse a Francia, pero ella decidió quedarse con sus tres hermanos menores en Madrid. Fue detenida el 16 de mayo, pero no fue llevada a la cárcel de Ventas hasta el 6 de junio. Se cuenta que no murió en la primera descarga y que preguntó: «¿Es que a mí no me matan?». |
|      | Joaquina López Laffite       | 23 años | secretaria | En septiembre de 1936 se afilió a las JSU. Se le encomendó la secretaría femenina del Comité Provincial clandestino. Fue denunciada por Severino Rodríguez (número dos en las JSU). La detuvieron el 18 de abril de 1939 en su casa, junto a sus hermanos. La llevaron a un chalet. La acusaron de ser comunista, pero ignoraban el cargo que ostentaba. Joaquina reconoció su militancia durante la guerra, pero no la actual. No fue conducida a Ventas hasta el 3 de junio, a pesar de ser de las primeras detenidas. |
|      | Dionisia Manzanero Salas     | 20 años | modista    | Se afilió al Partido Comunista en abril de 1938 después de que un obús matara a su hermana y a unos chicos que jugaban en un descampado. Al acabar la guerra fue el enlace entre los dirigentes comunistas en Madrid. Fue detenida el 16 de mayo de 1939. |
|      | Victoria Muñoz García        | 18 años | activista  | Se afilió con 15 años a las JSU. Pertenecía al grupo de Chamartín. Era la hermana de Gregorio Muñoz, responsable militar del grupo del sector de Chamartín de la Rosa. Llegó a Ventas el 6 de junio de 1939. |
|      | Luisa Rodríguez de la Fuente | 18 años | sastre     | Entró en las JSU en 1937 sin ocupar ningún cargo. Le propusieron crear un grupo, pero no había convencido aún a nadie más que a su primo cuando la detuvieron. Reconoció su militancia durante la guerra, pero no la actual. En abril la trasladaron a Ventas, siendo la primera de las Trece Rosas en entrar en la prisión. |

## Memoria histórica

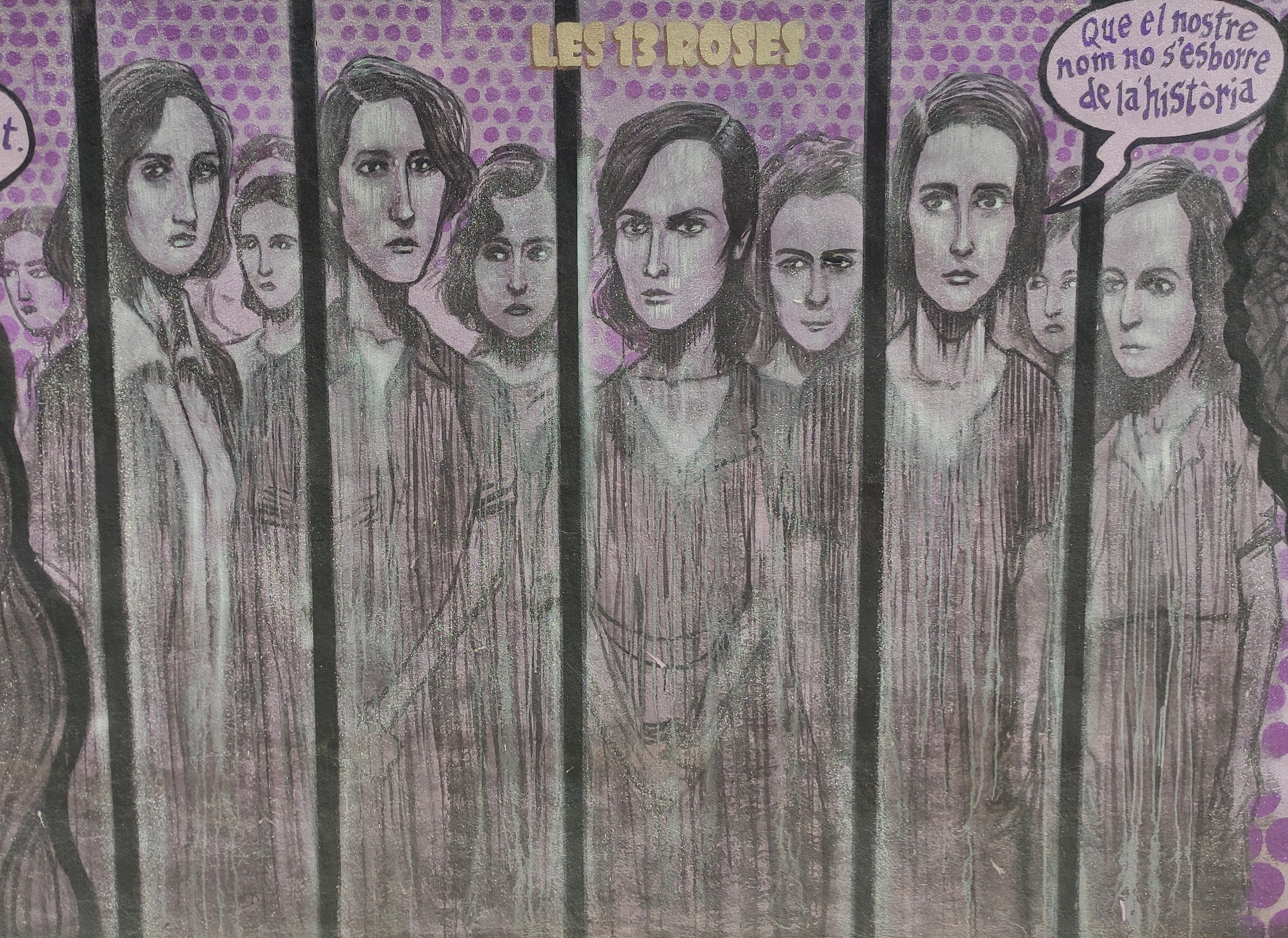
Mural en Gandía

### Investigación y literatura
- En 1985 el suceso fue investigado por el periodista Jacobo García.[10]
- El escritor Jesús Ferrero noveló su historia en su libro Las trece rosas, publicado en 2003.[11]
- En enero de 2004 Julián Fernández del Pozo escribió el poema titulado Homenaje a las trece rosas en su honor.[12]
- En 2004, los realizadores Verónica Vigil y José María Almela dirigieron un documental sobre los sucesos, Que mi nombre no se borre de la historia, cuyo título es la última frase de Julia Conesa  en una carta dirigida a sus familiares.
- En 2006, la periodista y escritora Ángeles López publicó Martina, la rosa número trece, centrada en la historia de Martina Barroso, una de las "rosas", y a medio camino entre la novela y el rigor histórico.[13]
- En 2007 fue publicado el libro Trece rosas rojas del periodista Carlos Fonseca, en el que se documentan los sucesos relativos a los intentos de reorganización de las JSU y la captura, encarcelamiento y ejecución de las Trece Rosas.[4]

### Espectáculos
- En 2006 la compañía de danza Arrieritos creó un espectáculo homenaje a esas mujeres con el nombre13 Rosas  que fue galardonado con dos Premios Max de las Artes Escénicas en 2007: Mejor Espectáculo de Danza[14] y Mejor coreografía.[15]

### Filmografía
- En 2006 Verónica Vigil y José María Almela produjeron y dirigieron el largometraje documental titulado Que mi nombre no se borre de la historia, donde se analizan y narran los sucesos contados en primera persona por sus compañeras de militancia.[16]

- En 2006, Emilio Martínez Lázaro comenzó el rodaje de una película basada en el libro de Carlos López Fonseca protagonizada por Pilar López de Ayala, Verónica Sánchez y Nadia de Santiago entre otras actrices, Trece Rosas.[17] Se estrenó  en 2007 consiguiendo 4 premios Goya en la XXII edición de los Premios Goya.[18]

### Homenajes

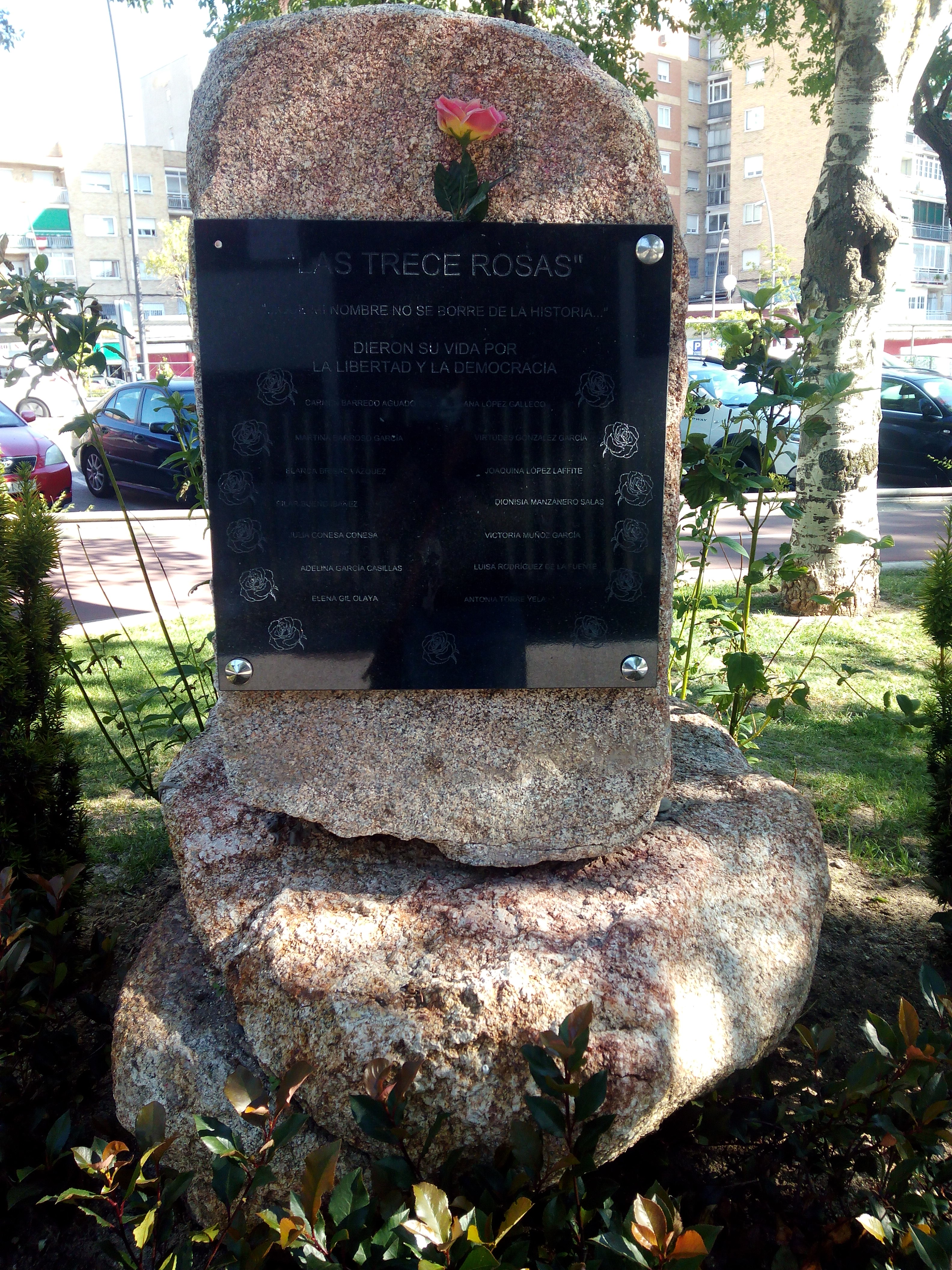
Monolito 'Las Trece Rosas' en Móstoles

- La Fundación Trece Rosas, la Fundación Domingo Malagón, el PCE, así como diversas asociaciones de recuperación de la memoria histórica, celebran cada 5 de agosto homenajes a las Trece Rosas.[19] Uno de los homenaje tiene lugar desde 1988, año en que se colocó la primera placa conmemorativa en la tapia del cementerio de la Almudena, en un lugar cercano a donde fueron fusiladas. En 2009, se conmemoró el 70 aniversario de su fusilamiento con otra placa en la que sí que aparecen el nombre y apellido de las Trece Rosas.[20]

- En 2004 se creó la Fundación Trece Rosas, con dirigentes históricos del PSOE y del PCE. Hoy está presidida por José Cepeda, con el objetivo de profundizar en la memoria histórica, la igualdad y la justicia social.

- En verano de 2005 se publicó la canción Trece Rosas del grupo de rock zaragozano Vinos Chueca, dentro del disco Gente que no sabe nada de la vida. La pieza cierra el disco y lleva letra de Fernando Bastos.

- En mayo de 2006 se inauguró en Getafe la Fuente de las Trece Rosas. Está situada en la confluencia de las Avenidas de España y de Juan de Borbón. Está compuesta por trece grupos de chorros de agua. Cada uno de ellos cuenta con una escultura de acero que simboliza una vida truncada en la que está insertada una rosa y el nombre encastrado de cada una de las trece mujeres.

- El 3 de noviembre de 2009 el grupo de rock Barricada lanzó su último trabajo llamado La tierra está sorda en homenaje a las víctimas del franquismo, en el cual dos canciones recuerdan a las Trece Rosas: "Hasta siempre, Tensi" y "Pétalos".

- En 2011, el rapero español Nach lanzó su canción «Disparos de Silencio» en la que homenajea a distintas personas, entre ellas las Trece Rosas.[21]

- En 2016 el ayuntamiento de Zaragoza erigió un monumento en el Parque José Antonio Labordeta con los nombres de las Trece Rosas.[22]

- En 2018, el grupo de Rock Andaluz Medina Azahara lanzó su álbum Trece Rosas.[23]
- En 2019 un parque de Móstoles rinde homenaje a las Trece Rosas con un monolito, este monolito en 2021 fue trasladado frente al Centro de Servicios para Jóvenes 'Las trece rosas'.[24][25]
- En San Fernando de Henares un parque lleva su nombre.[26]
- Existe una avenida en Getafe llamada de las Trece Rosas.[27]

- En Rota (Cádiz) fue inaugurada el 26 de febrero de 2019 una calle dedicada a estas jóvenes represaliadas.[28]
- En 2020 en Oleiros fue inaugurado un parque con su nombre.[29]
- En 2022 en Barcelona fue inaugurado un espacio en el Parque de Cervantes titulado las 'Catorce rosas', en homenaje a las trece rosas y a todas aquellas mujeres que murieron luchando por la libertad.
- También en Barcelona se inauguró en 2024 el parque de las Trece Rosas, situado en el barrio de La Marina del Prat Vermell. El nombre fue elegido por consulta popular entre los habitantes del barrio.[30]